# Estación de Hikoneguchi
La Estación de Hikoneguchi (彦根口駅 Hikoneguchi-eki?) es una estación de tren localizada en Hikone, Shiga, Japón.

## Líneas
- Ohmi Railway
  - Línea Principal

## Historia
- 20 de mayo de 1901 - Apertura con el nombre de "Estación de Shinmachi" (新町駅?)
- 1 de enero de 1917 - Estación renombrada a "Estación de Hikoneguchi"

## Estaciones adyacentes
| «                            | «                            | Servicio                     | »                            | »                            |
| Línea Principal Ohmi Railway | Línea Principal Ohmi Railway | Línea Principal Ohmi Railway | Línea Principal Ohmi Railway | Línea Principal Ohmi Railway |
| ---------------------------- | ---------------------------- | ---------------------------- | ---------------------------- | ---------------------------- |
| Hikone-Serikawa              |                              | Local                        |                              | Takamiya                     |
| Servicio rápìdo: Sin parada  |                              |                              |                              |                              |